# Ludwig Sütterlin (Germanist)

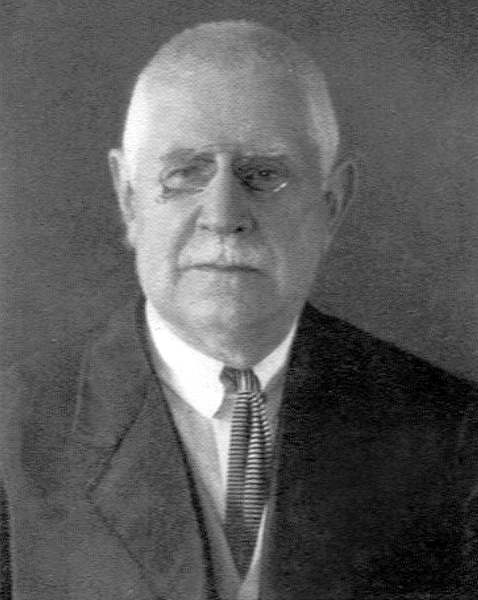
Ludwig Sütterlin 1934

Ludwig Sütterlin (* 16. November 1863 in Heidelberg; † 3. Juli 1934 in Freiburg im Breisgau) war ein deutscher Linguist und Germanist.
Er wurde 1890 Dozent an der Universität Heidelberg, wo er 1896 die Professur für Germanistik übernahm. 1913 folgte er dem Ruf an die Universität Freiburg im Breisgau, wo er bis zu seinem Tode 1934 wirkte. Ludwig Sütterlin erwarb sich bleibende Verdienste, indem er versuchte, durch seine Methode die Lautlehre und die Sprachphysiologie in den Dienst der grammatischen Forschung zu stellen.
Sütterlin war Alter Herr des Akademisch-Neuphilologischen Vereins Heidelberg, aus dem 1907 die Landsmannschaft Cheruskia Heidelberg hervorging.

## Werke (Auswahl)
- Die deutsche Sprache der Gegenwart, 1900
- Das Wesen der sprachlichen Gebilde, 1902
- Die Lehre von der Lautbildung, 1908
- Werden und Wesen der Sprache, 1913
- Neuhochdeutsche Grammatik, München 1924